# Wang Xiyu
Wang Xiyu (王曦雨,  Wáng Xīyǔ, * 28. März 2001 in Taixing, Jiangsu) ist eine chinesische Tennisspielerin.

## Karriere
Am 15. Juli 2018 gewann Xiyu Wang zusammen mit Wang Xinyu das Juniorinnen-Doppel der Wimbledon Championships. Außerdem erreichte sie im Einzel-Wettbewerb das Halbfinale, wo sie gegen Leonie Küng in drei Sätzen verlor. Am 9. September 2018 gewann sie den Juniorinnentitel bei den US Open. Im Finale besiegte sie Clara Burel mit 7:64, 6:2.

## Turniersiege

### Einzel
| Nr. | Datum              | Turnier             | Kategorie   | Belag     | Finalgegnerin    | Ergebnis      |
| --- | ------------------ | ------------------- | ----------- | --------- | ---------------- | ------------- |
| 1.  | 11. August 2018    | Nonthaburi          | ITF $25.000 | Hartplatz | Barbora Štefková | 6:3, 7:5      |
| 2.  | 26. August 2018    | Tsukuba             | ITF $25.000 | Hartplatz | Zhang Kailin     | 3:6, 7:5, 7:5 |
| 3.  | 19. Mai 2019       | La Bisbal d’Empordà | ITF W60     | Sand      | Dalma Gálfi      | 4:6, 6:3, 6:2 |
| 4.  | 23. September 2023 | Guangzhou           | WTA 250     | Hartplatz | Magda Linette    | 6:0, 6:2      |

### Doppel
| Nr. | Datum           | Turnier    | Kategorie   | Belag     | Partnerin           | Finalgegnerinnen                     | Ergebnis         |
| --- | --------------- | ---------- | ----------- | --------- | ------------------- | ------------------------------------ | ---------------- |
| 1.  | 16. Juni 2018   | Barcelona  | ITF $25.000 | Sand      | Jessica Ho          | Carolina Meligeni Alves Jade Suvrijn | 6:3, 6:1         |
| 2.  | 23. Juni 2018   | Madrid     | ITF $25.000 | Sand      | Montserrat González | Anastassija Pribylowa Raluca Șerban  | 6:4, 7:64        |
| 3.  | 17. August 2018 | Nonthaburi | ITF $25.000 | Hartplatz | Wang Xinyu          | Destanee Aiava Naiktha Bains         | 7:5, 5:7, [10:4] |

## Abschneiden bei Grand-Slam-Turnieren

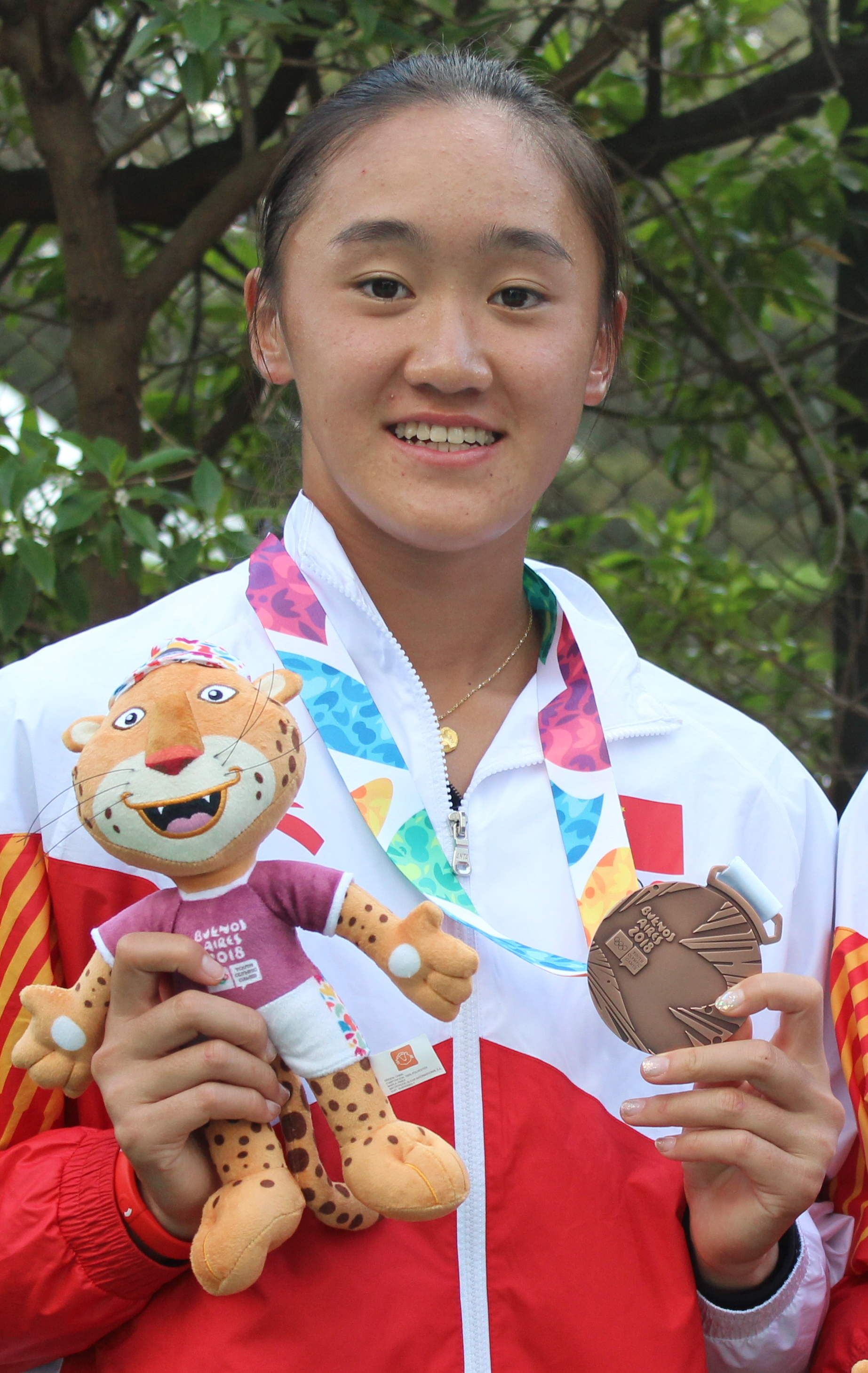
Wang Xiyu bei den Olympischen Jugend-Sommerspielen 2018

### Dameneinzel
| Turnier         | 2019 | 2020 | 2021 | 2022 | 2023 | 2024 | 2025 | Karriere |
| --------------- | ---- | ---- | ---- | ---- | ---- | ---- | ---- | -------- |
| Australian Open | Q2   | Q3   | —    | 2    | 1    | 1    | 2    | 2        |
| French Open     | Q2   | —    | 1    | Q2   | 1    | 2    | Q3   | 2        |
| Wimbledon       | Q2   |      | Q2   | 1    | 1    | 1    | Q2   | 1        |
| US Open         | 1    | —    | —    | 3    | 2    | 1    |      | 3        |

Zeichenerklärung: S = Turniersieg; F, HF, VF, AF = Einzug ins Finale / Halbfinale / Viertelfinale / Achtelfinale; 1, 2, 3 = Ausscheiden in der 1. / 2. / 3. Hauptrunde; Q1, Q2, Q3 = Ausscheiden in der 1. / 2. / 3. Qualifikationsrunde; nicht ausgetragen

### Juniorinneneinzel
| Turnier         | 2016 | 2017 | 2018 | Karriere |
| --------------- | ---- | ---- | ---- | -------- |
| Australian Open | 1    | 2    | VF   | VF       |
| French Open     | —    | 2    | VF   | VF       |
| Wimbledon       | —    | 1    | HF   | HF       |
| US Open         | 2    | 2    | S    | S        |

Zeichenerklärung: S = Turniersieg; F, HF, VF, AF = Einzug ins Finale / Halbfinale / Viertelfinale / Achtelfinale; 1, 2, 3 = Ausscheiden in der 1. / 2. / 3. Hauptrunde; nicht ausgetragen

### Juniorinnendoppel
| Turnier         | 2016 | 2017 | 2018 | Karriere |
| --------------- | ---- | ---- | ---- | -------- |
| Australian Open | AF   | 1    | HF   | HF       |
| French Open     | —    | HF   | AF   | HF       |
| Wimbledon       | —    | AF   | S    | S        |
| US Open         | VF   | F    | 1    | F        |